# Neuhegelianismus
Der Neuhegelianismus ist eine zusammenfassende Bezeichnung für die vor allem von Kuno Fischer, Wilhelm Dilthey und seinem Schüler Herman Nohl eingeleitete Bestrebung einer Erneuerung der philosophischen Gedankengänge Hegels. Ihr Ziel ist die Abwehr des Positivismus in geisteswissenschaftlichen Gegenstandsbereichen.
Der Neuhegelianismus neigt – unter Berufung auf Hegel – zur Methode der Dialektik, zur Metaphysik (besonders zur metaphysischen Deutung von Kultur und Geschichte), zur Verfechtung des abstrakten Machtstaates und zur Hervorhebung der Geisteswissenschaften gegenüber den Naturwissenschaften.
Diese uneinheitliche Strömung in der Philosophie ist besonders in Deutschland, aber auch in Frankreich, England, den Niederlanden, Italien, Russland, Skandinavien und den USA verbreitet.

## Geschichte
Es war auch unter Diltheys direkter Ermutigung, dass sein Schüler Hermann Nohl die meisten der überlebenden frühen Manuskripte Hegels aus den Jahren 1790–1800 erstmals gründlich edierte und 1907 als Hegels theoIogische Jugendschriften herausgab, ein Ereignis, das das wiederauflebende Interesse an Hegels Philosophie während der ersten Jahrzehnte dieses Jahrhunderts in Deutschland einleitete und in der breiten Bewegung des „Neuhegelianismus“ kulminierte.

## Hauptvertreter des Neuhegelianismus
- Balthus Wigersma
- Hans Freyer
- Hermann Glockner
- Richard Kroner
- Thomas Hill Green
- Theodor Haering
- Theodor Litt
- Brand Blanshard
- Bernard Bosanquet
- Francis Herbert Bradley
- Benedetto Croce
- Giovanni Gentile (anfangs)
- Josiah Royce
- G.J.P.J. Bolland
- John McTaggart Ellis McTaggart
- Julius Binder (Rechtsphilosoph)
- Karl Larenz (Rechtsphilosoph)
- Gerhard Dulckeit (Rechtshistoriker)
- Josef Kohler (Rechtsgelehrter)